# Protoceratidae

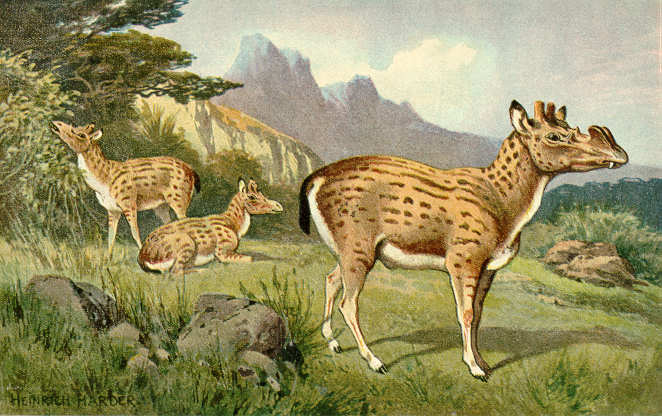
Protoceras

Protoceratidae – rodzina wymarłych ssaków, zaliczanych do parzystokopytnych. Zamieszkiwały Amerykę Północną od środkowego eocenu do wczesnego pliocenu.  
Były one roślinożercami. Przypominały one jeleniowate, bardziej jednak spokrewnione były z dzisiejszymi wielbłądowatymi. Osiągały od 1 do 2 m długości. Zachowały trzecią kość śródstopia, czym różniły się od wielu współczesnych kopytnych. Niewyspecjalizowana anatomia ich kończyn sugeruje, iż żyły one w środowisku, w którym prędkość nie odgrywała tak dużej roli: jak na przykład tereny podmokłe lub gęste zarośla. Uzębienie ich za to nie wykazywało odmienności od tego spotykanego dziś u jeleniowatych. Układ zębów był jak u dzisiejszych wielbłądów. Protoceratidae musiały więc pożywiać się twardą trawą. U samców obserwujemy dobrze rozwinięte kły. Przesunięte ku tyłowi kości nosowe sugerują, iż zwierzęta posiadały krótką trąbę lub chwytną wargę. Uważa się, że przynajmniej niektóre gatunki żyły w stadach. Wyniki przeprowadzonej w 2003 roku radioizotopowej analizy ich kości wykazały, iż żywiły się one głównie roślinnością leśną, co wraz z szerokim pyskiem i opisaną wyżej budową nóg sprawiły, że wielu badaczy odnajduje w nich formy analogiczne do współczesnych łosi.

## Rogi
Najdziwniejszą cechą tych wymarłych zwierząt były rogi samców. Oprócz posiadania poroża w "zwykłym" miejscu (tył głowy) pojawiły się bowiem dodatkowe rogi nad nosem. Mogły się one zrastać lub nie. Za życia zwierzęcia pokrywała je prawdopodobnie skóra, jak u dzisiejszej żyrafy. Samice posiadały wiele mniejsze rogi lub też w ogóle były ich pozbawione. Wynika z tego, że poroże odgrywało rolę w rozmnażaniu. U późniejszych form rogi były rozwinięte na tyle, że mogły być używane przez samce do toczenia walk o samicę, jak u niektórych dzisiejszych jeleniowatych.

## Podrodziny i rodzaje
Podrodzina †Leptotragulinae
- †Heteromeryx
- †Leptoreodon
- †Leptotragulus
- †Poabromylus
- †Toromeryx
- †Trigenicus

Podrodzina †Protoceratinae
- †Paratoceras
- †Protoceras
- †Pseudoprotoceras

Podrodzina †Synthetoceratinae
- †Kyptoceras
- †Prosynthetoceras
- †Synthetoceras
- †Syndyoceras